# Andrea A. Cocucci
Andrea A. Cocucci (Córdoba, Argentina, 16 de novembro de 1959 - ) é um biólogo e botânico argentino.
Em 1984 se graduou como biólogo na Universidade Nacional de Córdoba, doutorando-se, em 1989, em sistemas de polinização em solanáceas neotropicais. Foi aluno do biólogo floral Stefan Vogel. É pesquisador do CONICET e professor da Universidade Nacional de Córdoba. 
Seu interesse está centrado no estudo dos insetos esfíngidos, como polinizadores e sua interação na estrutura e evolução florística. É especialista em mecanismos florais.

## Obras
- Moré, M., I.J. Kitching, A.A. Cocucci (2005). Sphingidae / Esfíngidos de Argentina (Hawkmoths of Argentina). ISBN 950-9725-64-1